# 産前産後に於ける婦人使用に関する条約
産前産後に於ける婦人使用に関する条約（さんぜんさんごにおけるふじんしようにかんするじょうやく、英語: Convention concerning the Employment of Women before and after Childbirth）は、国際労働機関の条約。

## 概要
1919年11月28日に採択、1921年6月13日に発効した。
12週間の産前産後休暇、および育休に関連する権利を定めた条約である。
1952年の母性保護に関する条約と2000年の1952年の母性保護条約に関する改正条約で改正された。

## 批准国
2018年4月時点で34か国が批准しており、うちウルグアイ、ブラジル、チリ、スロベニア、ハンガリー、セルビア、ボスニア・ヘルツェゴビナ、モンテネグロの8か国が脱退している。